# فرفیون سرسفید
یوفوربیا سرسفید (نام علمی: Euphorbia leucocephala) نام یک گونه از سرده فرفیون است.